# Eudorus
Eudorus var en leder af myrmidonerne, der kæmpede i det gamle Grækenland.
| Biografi | Spire Denne biografi er en spire som bør udbygges. Du er velkommen til at hjælpe Wikipedia ved at udvide den. |